# Tang Shaoyi
Tang Shaoyi (2 de janeiro de 1862 - 30 de setembro de 1938), nome de cortesia Shaochuan (少川), foi um político chinês que serviu brevemente como primeiro-ministro da República da China em 1912. Em 1938, foi assassinado pelo Kuomintang em Xangai.

## Carreira
Tang era nativo do Condado de Xiangshan, Guangdong. Ele estudou no Queen's College, Hong Kong, e em seguida, em Columbia University, em Nova York, na Chinese Educational Mission. Foi o primeiro presidente da Universidade de Xantum. Tang era amigo de Yuan Shikai; e, durante a Revolução de Xinhai, negociou em nome deste último em Xangai com os revolucionários de Wu Tingfang, que terminou com o reconhecimento de Yuan como Presidente da República da China.
Amplamente respeitado, se tornou o primeiro premiê da República em 1912, mas rapidamente se desiludiu com a falta de respeito de Yuan ao Estado da lei e renunciou. Mais tarde, participou no governo de Sun Yat-sen em Guangzhou. Tang Shaoyi foi contrário, por razões constitucionais, a tomada de Sun da "Presidência Extraordinária" em 1921; e renunciou ao cargo. Em 1924, recusou uma oferta para ser ministro das Relações Exteriores durante o governo provisório do senhor da guerra Duan Qirui em Pequim.

## Assassinato
Em 1937, Tang comprou uma casa na Rota Ferguson na Concessão Francesa de Xangai e se retirou ali.  No ano seguinte, os japoneses invadiram e ocuparam Xangai (embora ainda não o fizessem nas concessões estrangeiras). O general japonês Kenji Doihara tentou recrutar Tang para que se tornasse presidente do novo governo fantoche pró-japonês, e Tang se dispôs a negociar com os japoneses. A agência de inteligência do Kuomintang, Juntong, foi informada sobre a negociação, e seu chefe Dai Li ordenou o seu assassinato. Em 30 de setembro de 1938, Tang foi morto em sua sala de estar por um pelotão da Juntong que fingia ser vendedores de antiguidades. 

## Família
A filha de Tang Shaoyi, Tang Baoyue (nome em inglês de May Tang) foi casada com o proeminente diplomata V.K. Wellington Koo. Ela faleceu em outubro de 1918, durante a pandemia de gripe de 1918, depois de adoecer por apenas uma semana. Outra de suas filhas, Lora Tang, foi casada com o conhecido filantropo de Singapura Lee Seng Gee.